# Сеферович, Сеад
Сеад Сеферович (босн. Sead Seferović, родился 28 апреля 1970) — боснийский футболист, выступавший на позициях полузащитника и нападающего.

## Биография
Начинал свою карьеру в клубе «Искра» из боснийского города Бугойно, сезон 1991/1992 провёл в «Могрене», отыграв во Второй лиге Югославии 11 матчей и забив 3 гола. Позже выступал за клубы «Пазинка» (Хорватия), «Ксамакс» (Швейцария), «Хайдук» Сплит (Хорватия), «Тигрес УАНЛ» (Мексика), «Риека» (Хорватия), «Искра» Бугойно и «Железничар» Сараево (оба — Босния и Герцеговина). Выигрывал титул чемпиона Хорватии с «Хайдуком» и чемпиона Боснии с «Железничаром», брал с этими же командами соответственно кубки Хорватии и Боснии и Герцеговины. В сезоне 1995/1996 выиграл с «Тигрес» Кубок Мексики. В составе «Хайдука» выступал в Лиге чемпионов 1994/1995, дойдя до четвертьфинала.
Сеферович отыграл оба матча третьего квалификационного раунда Лиги чемпионов 2002/2003 против «Ньюкасла», состоявшиеся 14 и 28 августа и завершившиеся поражениями боснийской команды (0:1 дома и 0:4 в гостях). Результаты допинг-пробы, взятой после первого матча, показали, что в крови Сеферовича содержался запрещённый эфедрин. В связи с этим игрок был дисквалифицирован на один год. Карьеру завершил после окончания сезона 2003/2004.
В сборной Сеферович сыграл 8 матчей, проведя все в 2001 году. Из них один имел статус товарищеского матча, пять прошли в рамках турнира Суперкубок Миллениум, проходившего в Индии, а остальные два состоялись в рамках Кубка LG, прошедшего в Иране. Свой единственный гол он забил в ворота сборной Ирана в товарищеском матче.
| Матчи Сеада Сеферовича за сборную Боснии и Герцеговины | Матчи Сеада Сеферовича за сборную Боснии и Герцеговины | Матчи Сеада Сеферовича за сборную Боснии и Герцеговины | Матчи Сеада Сеферовича за сборную Боснии и Герцеговины | Матчи Сеада Сеферовича за сборную Боснии и Герцеговины | Матчи Сеада Сеферовича за сборную Боснии и Герцеговины | Матчи Сеада Сеферовича за сборную Боснии и Герцеговины |
| №                                                      | Дата                                                   | Место                                                  | Оппонент                                               | Счёт                                                   | Голы                                                   | Соревнование                                           |
| ------------------------------------------------------ | ------------------------------------------------------ | ------------------------------------------------------ | ------------------------------------------------------ | ------------------------------------------------------ | ------------------------------------------------------ | ------------------------------------------------------ |
| 1                                                      | 12 января 2001                                         | Кочи                                                   | Бангладеш                                              | 2:0                                                    | —                                                      | Суперкубок Миллениум                                   |
| 2                                                      | 14 января 2001                                         | Кочи                                                   | Югославия                                              | 1:1                                                    | —                                                      | Суперкубок Миллениум                                   |
| 3                                                      | 18 января 2001                                         | Кочи                                                   | Уругвай Б                                              | 3:2                                                    | —                                                      | Суперкубок Миллениум                                   |
| 4                                                      | 22 января 2001                                         | Калькутта                                              | Чили                                                   | 1:0                                                    | —                                                      | Суперкубок Миллениум                                   |
| 5                                                      | 25 января 2001                                         | Калькутта                                              | Югославия                                              | 0:2                                                    | —                                                      | Суперкубок Миллениум                                   |
| 6                                                      | 22 июля 2001                                           | Бихач                                                  | Иран                                                   | 2:2                                                    | 1                                                      | Товарищеский матч                                      |
| 7                                                      | 8 августа 2001                                         | Тегеран                                                | ЮАР Б                                                  | 4:2                                                    | —                                                      | Кубок LG                                               |
| 8                                                      | 10 августа 2001                                        | Тегеран                                                | Иран                                                   | 0:4                                                    | —                                                      | Кубок LG                                               |

Итого: 8 игр / 1 гол; 4 победы, 2 ничьи, 2 поражения.
В дальнейшем Сеферович некоторое время работал главным тренером «Искры» из Бугойно.

## Достижения
- Чемпион Боснии и Герцеговины: 2001/2002[2]
- Обладатель Кубка Боснии и Герцеговины: 2002/2003[2]
- Чемпион Хорватии: 1994/1995[2]
- Обладатель Кубка Хорватии: 1994/1995[2]
- Обладатель Кубка Мексики: 1995/1996[2]